# Нижняя Волманга
Нижняя Волманга — деревня в составе Опаринского района Кировской области.

## География
Находится на расстоянии примерно 38 километров по прямой на запад-юго-запад от районного центра поселка Опарино.

## История
Известна с 1859 года, когда в ней было учтено дворов 16 и жителей 136, в 1926 году 63 и 311, в 1950 81 и 217 соответственно, в 1989 году 68 жителей. До 2021 года входила в Опаринское городское поселение Опаринского района, ныне непосредственно в составе Опаринского района.

## Население
Постоянное население  составляло 33 человека (русские 88%) в 2002 году, 17 в 2010.